# 安房層群
安房層群（あわそうぐん）は、主として千葉県南房総市-嶺岡山系の北側に広く分布する第三紀中新世中期から後期の海成層。

## 概要
保田層群を急角度の斜交不整合で覆い、嶺岡・保田両層群の岩石を主とした厚い基低礫岩部から、砂岩部、泥岩部と変化し、非常に厚い砂岩泥互層の部分を経て再び泥岩部となり、豊岡層群に移っていく。ただし、房総半島西部では最上部が粗粒砂岩に変化して、ひとつのたい積サイクルが完結している。層厚は約1000メートル。本層群の下部は褶曲しているうえ、断面に切られて地塊状に露出することが多い。褶曲及び断層は東西に伸びるものが主で、断層付近には下位の層群の亜角礫が多く含まれている。これは嶺岡・保田両層群の陸化とほぼ同時か、その後東西方向の断裂をつくりながら旧富山町-嶺岡山系の北側の海に両層群の岩石が供給されたためと考えられている。